# Liste des communes de Suisse

Carte des cantons de la Suisse.

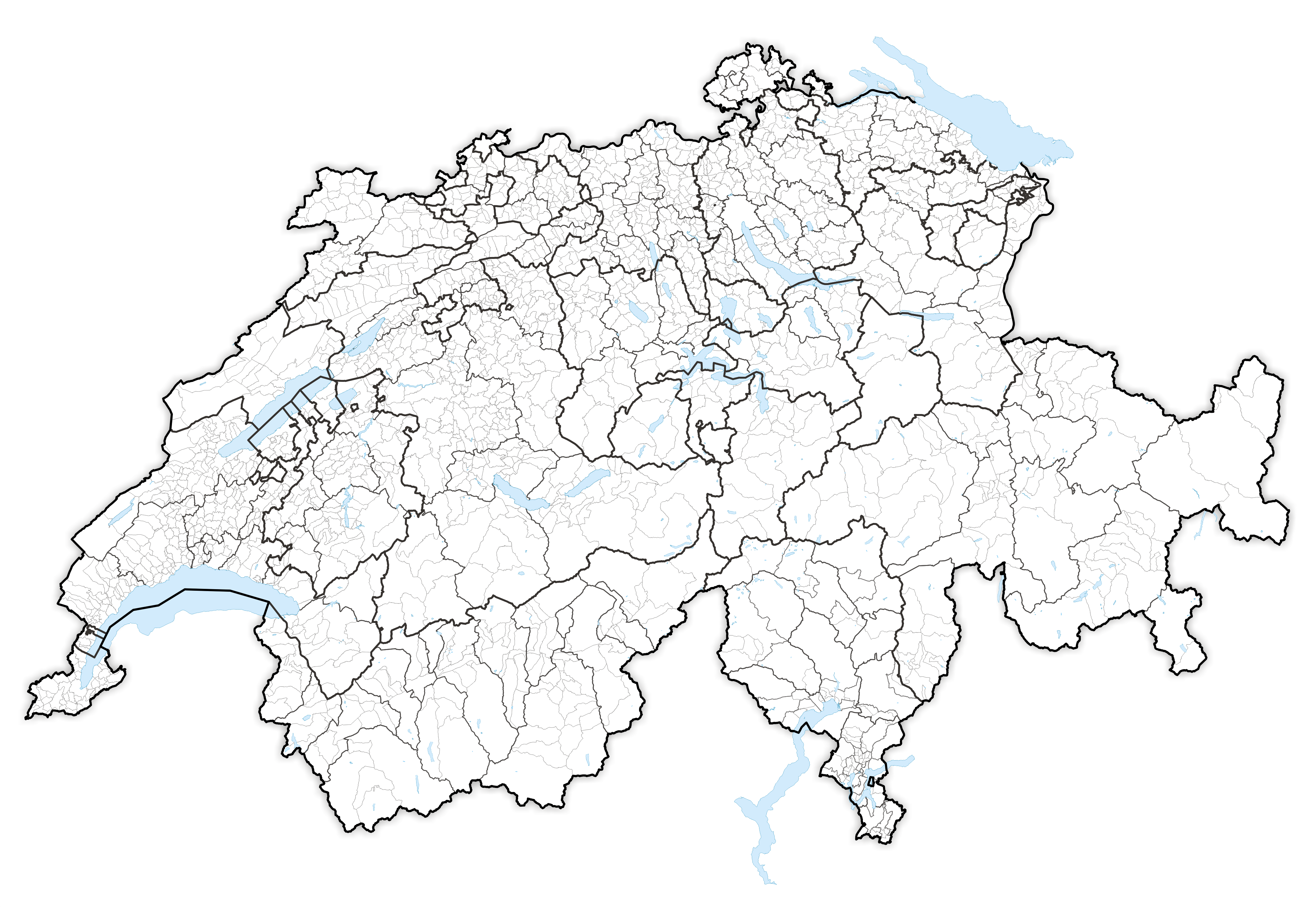
Carte des communes de Suisse dès le 6 avril 2025.

Cet article est essentiellement un index de liens vers les différentes listes des communes de Suisse, classées par canton.

## Listes par canton

### Appenzell Rhodes-Intérieures
Dans ce canton, les communes sont appelées des districts.
- Districts du canton d'Appenzell Rhodes-Intérieures

### Appenzell Rhodes-Extérieures
- Communes du canton d'Appenzell Rhodes-Extérieures

### Argovie
- Communes du canton d'Argovie

### Bâle-Campagne
- Communes du canton de Bâle-Campagne

### Bâle-Ville
- Communes du canton de Bâle-Ville

### Berne
- Communes du canton de Berne

### Fribourg
- Communes du canton de Fribourg

### Genève
- Communes du canton de Genève

### Glaris
- Communes du canton de Glaris

### Grisons
- Communes du canton des Grisons

### Jura
- Communes du canton du Jura

### Lucerne
- Communes du canton de Lucerne

### Neuchâtel
- Communes du canton de Neuchâtel

### Nidwald
- Communes du canton de Nidwald

### Obwald
- Communes du canton d'Obwald

### Saint-Gall
- Communes du canton de Saint-Gall

### Schaffhouse
- Communes du canton de Schaffhouse

### Schwytz
- Communes du canton de Schwytz

### Soleure
- Communes du canton de Soleure

### Tessin
- Communes du canton du Tessin

### Thurgovie
- Communes du canton de Thurgovie

### Uri
- Communes du canton d'Uri

### Valais
- Communes du canton du Valais

### Vaud
- Communes du canton de Vaud

### Zoug
- Communes du canton de Zoug

### Zurich
- Communes du canton de Zurich

## Liste par ordre alphabétique
- Communes de Suisse par ordre alphabétique